# Ética das virtudes
Ética das virtudes (ou ética aretaica, do grego ἀρετή (arete, virtude) são teorias éticas normativas que enfatizam virtudes da mente, caráter e senso de honestidade. Os eticistas da virtude discutem a natureza e a definição de virtudes e outros problemas relacionados que enfocam as consequências da ação. Estes incluem como as virtudes são adquiridas, como elas são aplicadas em vários contextos da vida real, e se elas estão enraizadas em uma natureza humana universal ou em uma pluralidade de culturas.

## Conceitos chave
Os principais conceitos da tradição ocidental derivam da filosofia grega antiga. Essas teorias incluem arete (excelência ou virtude), phronesis (sabedoria prática ou moral) e eudaimonia (florescimento).
Uma virtude é geralmente aceita como um traço de caráter, como uma ação habitual ou um sentimento estabelecido. Especificamente, uma virtude é um traço positivo que torna seu possuidor um bom ser humano. Assim, uma virtude deve ser distinguida de ações ou sentimentos únicos. Rosalind Hursthouse diz: 
 Uma virtude como a honestidade ou a generosidade não é apenas uma tendência para fazer o que é honesto ou generoso, nem deve ser utilmente especificada como um traço de caráter “desejável” ou “moralmente valioso”. É, de fato, um traço de caráter - isto é, uma disposição que está bem entrincheirada em seu possuidor, algo que, como dizemos "vai todo o caminho", ao contrário de um hábito como ser um bebedor de chá - mas a disposição em questão, longe de ser uma disposição de via única para fazer ações honestas, ou mesmo ações honestas por certas razões, é multi-trilha. Também se preocupa com muitas outras ações, com emoções e reações emocionais, escolhas, valores, desejos, percepções, atitudes, interesses, expectativas e sensibilidades. Possuir uma virtude é ser um certo tipo de pessoa com uma certa mentalidade complexa. (Daí a imprudência extrema de atribuir uma virtude com base em uma única ação). 
 A sabedoria prática é um traço adquirido que permite ao seu possuidor identificar o que fazer em qualquer situação. Ao contrário da sabedoria teórica, a razão prática resulta em ação ou decisão. Como John McDowell coloca, a sabedoria prática envolve uma "sensibilidade perceptiva" para o que uma situação requer.
Eudaimonia (εὐδαιμονία) é um estado diversamente traduzido do grego como "bem-estar", "felicidade", "bem-aventurança", e no contexto da ética da virtude, "florescimento humano". Eudaimonia, nesse sentido, não é um estado subjetivo, mas objetivo. Caracteriza a vida bem vivida. Segundo Aristóteles, o expoente mais proeminente da eudaimonia na tradição filosófica ocidental, a eudaimonia é o objetivo próprio da vida humana. Consiste em exercitar a característica qualidade humana - a razão - como a atividade mais adequada e nutritiva da alma. Em sua Ética a Nicômaco, Aristóteles, como Platão antes dele, argumentou que a busca da eudaimonia é uma "atividade da alma de acordo com a perfeita virtude", que só poderia ser adequadamente exercida na comunidade humana característica - a polis. ou cidade-estado .
Embora a eudaimonia tenha sido popularizada pela primeira vez por Aristóteles, agora pertence à tradição das teorias da virtude em geral. Para o teórico da virtude, a eudaimonia descreve esse estado alcançado pela pessoa que vive a vida humana adequada, um resultado que pode ser alcançado pela prática das virtudes. Uma virtude é um hábito ou qualidade que permite ao portador ter sucesso em sua finalidade. A virtude de uma faca, por exemplo, é a nitidez; entre as virtudes de um cavalo de corrida está a velocidade. Assim, para identificar as virtudes para os seres humanos, é preciso ter uma explicação do que é o propósito humano.

## História da virtude
Como grande parte da tradição ocidental, a teoria da virtude parece ter se originado na filosofia grega antiga.
A ética da virtude começou com Sócrates e foi posteriormente desenvolvida por Platão, Aristóteles e os estoicos. Ética da virtude refere-se a uma coleção de filosofias éticas normativas que enfatizam mais o ser do que o fazer. Outra maneira de dizer isso é que, na ética da virtude, a moralidade decorre da identidade ou caráter do indivíduo, em vez de ser um reflexo das ações (ou consequências delas) do indivíduo. Hoje, há um debate entre vários adeptos da ética da virtude sobre quais virtudes específicas são moralmente louváveis. No entanto, a maioria dos teóricos concorda que a moralidade vem como resultado de virtudes intrínsecas. Virtudes intrínsecas são o elo comum que une as filosofias normativas díspares ao campo conhecido como ética da virtude. O tratamento das virtudes de Platão e Aristóteles não é o mesmo. Platão acredita que a virtude é efetivamente um fim a ser buscado, para o qual um amigo pode ser um meio útil. Aristóteles afirma que as virtudes funcionam mais como meios para salvaguardar as relações humanas, particularmente a amizade autêntica, sem a qual a busca da pessoa pela felicidade é frustrada.
A discussão do que ficou conhecido como as Quatro Virtudes Cardeais - sabedoria, justiça, fortaleza e temperança - pode ser encontrada na República de Platão. As virtudes também figuram proeminentemente na teoria moral de Aristóteles (ver abaixo). A teoria da virtude foi inserida no estudo da história por historiadores moralistas como Lívio, Plutarco e Tácito. A ideia grega das virtudes foi transmitida na filosofia romana através de Cícero e mais tarde incorporada na teologia moral cristã por Santo Ambrósio de Milão. Durante o período escolástico, a mais abrangente consideração das virtudes de uma perspectiva teológica foi fornecida por Santo Tomás de Aquino em sua Summa Theologiae e seus Comentários sobre a Ética Nicomaciana.
Embora a tradição tenha recuado para o pano de fundo do pensamento filosófico europeu nesses séculos, o termo "virtude" permaneceu atual durante esse período e, de fato, aparece proeminentemente na tradição do republicanismo clássico ou do liberalismo clássico. Essa tradição foi proeminente na vida intelectual da Itália do século XVI, bem como na Grã-Bretanha e na América dos séculos XVII e XVIII; na verdade, o termo "virtude" aparece com frequência na obra de Nicolau Maquiavel, Francis Hutcheson, David Hume, os republicanos do período da Guerra Civil Inglesa, dos ingleses whigs do século XVIII e das figuras proeminentes do Iluminismo escocês e dos fundadores americanos .

### "Virada aretaica" contemporânea
Embora alguns filósofos do Iluminismo (por exemplo, Hume) continuassem a enfatizar as virtudes, com a ascendência do utilitarismo e da deontologia, a teoria da virtude moveu-se para as margens da filosofia ocidental. O renascimento contemporâneo da teoria da virtude é frequentemente atribuído ao ensaio do filósofo G. E. M. Anscombe, de 1958, "Modern Moral Philosophy". Seguindo isto:
- A filósofa Iris Murdoch publicou ensaios defendendo psicologicamente o desenvolvimento das virtudes e da Ideia do Bem platônica, reunidos em sua obra "A Soberania do Bem" em 1971.
- No artigo de 1976 " A Esquizofrenia das Teorias Éticas Modernas ", Michael Stocker resume as principais críticas aretaicas da ética deontológica e consequencialista.[11]
- Philippa Foot, que publicou uma coletânea de ensaios em 1978 intitulada Virtues and Vices.
- Alasdair MacIntyre fez um esforço para reconstruir uma teoria baseada na virtude em diálogo com os problemas do pensamento moderno e pós moderno; Seus trabalhos incluem After Virtue e Three Rival Versions of Moral Enquiry.
- Paul Ricoeur atribuiu um lugar importante à ética teleológica aristotélica em sua fenomenologia hermenêutica do assunto, mais notavelmente em seu livro Oneself as Another.
- O teólogo Stanley Hauerwas também achou a linguagem da virtude bastante útil em seu próprio projeto.
- Rosalind Hursthouse publicou o On Virtue Ethics.
- Roger Crisp e Michael Slote editaram uma coleção de importantes ensaios intitulados Virtue Ethics.
- Martha Nussbaum e Amartya Sen empregaram a teoria da virtude na teorização da abordagem de capacidade para o desenvolvimento internacional .
- Julia Annas escreveu The Morality of Happiness (1993).
- Lawrence C. Becker identificou a teoria da virtude atual com o estoicismo (ou estoicismo moderno) em A New Stoicism. (1998).
- John McDowell propôs o cognitivismo em ética a partir da filosofia madura do filosofo Wittgenstein, em diversos de seus artigos.

A virada aretaica na filosofia moral é acompanhada por desenvolvimentos análogos em outras disciplinas filosóficas. Uma delas é a epistemologia, onde uma epistemologia de virtude distinta foi desenvolvida por Linda Zagzebski e outros. Na teoria política, tem-se discutido a "política da virtude" e, na teoria jurídica, existe um pequeno, mas crescente, corpo de literatura sobre a jurisprudência da virtude. A mudança aretaica também existe na teoria constitucional americana, onde os defensores argumentam em favor da ênfase na virtude e vício dos juízes constitucionais.
Abordagens aretaicas da moralidade, epistemologia e jurisprudência têm sido objeto de intensos debates. Uma crítica frequentemente feita concentra-se no problema da orientação; oponentes, como Robert Louden em seu artigo "Alguns Vícios da Virtude Ética", questionam se a ideia de um virtuoso ator moral, crente ou juiz pode fornecer a orientação necessária para a ação, a formação de crenças ou a decisão de disputas legais.

## Listas de virtudes
Existem várias listas diferentes de virtudes específicas. Sócrates argumentou que virtude é o conhecimento, o que sugere que há realmente apenas uma virtude. Os estoicos concordaram, alegando que as quatro virtudes cardeais eram apenas aspectos da verdadeira virtude. John McDowell é um defensor recente dessa concepção. Ele argumenta que a virtude é uma "capacidade perceptiva" para identificar como alguém deve agir, e que todas as virtudes específicas são apenas "sensibilidades especializadas" para uma variedade de razões para agir.
Lista de Aristóteles
Aristóteles identifica aproximadamente dezoito virtudes que permitem que uma pessoa desempenhe bem sua função humana. Ele distinguiu virtudes relativas à emoção e desejo daqueles pertencentes à mente. As primeiras ele chama de virtudes "morais" e as segundas virtudes intelectuais (embora ambas sejam "morais" no sentido moderno da palavra). Cada virtude moral era um meio (ver a doutrina do meio-termo) entre dois vícios correspondentes, um de excesso e outro de deficiência. Cada virtude intelectual é uma habilidade mental ou hábito pelo qual a mente chega à verdade, afirmando o que é ou negando o que não é. Na Ética a Nicômaco ele discute sobre 11 virtudes morais:
Virtudes morais
1. Coragem diante do medo
2. Temperança em face do prazer e da dor
3. Liberalidade com riqueza e posses
4. Magnificência com grande riqueza e posses
5. Magnanimidade com grandes honras
6. Ambição adequada com honras normais
7. Veracidade com auto-expressão
8. Felicidade na conversa
9. Amizade na conduta social
10. Modéstia em face de vergonha ou falta de vergonha
11. Indignação justa em face de lesão

| ESFERA DE AÇÃO OU SENTIMENTO | EXCESSO                           | MEIO-TERMO                 | DEFICIÊNCIA                          |
| ---------------------------- | --------------------------------- | -------------------------- | ------------------------------------ |
| Medo e Confiança             | Aspereza                          | Coragem                    | Covardia                             |
| Prazer e dor                 | Licenciosidade / auto-indulgência | Temperança                 | Insensibilidade                      |
| Obter e gastar (menor)       | Prodigalidade                     | Liberalidade               | Iliberalidade / mesquinhez           |
| Obter e gastar (maior)       | Vulgaridade / insipidez           | Magnificência              | Pequenez / mesquinhez                |
| Honra e Desonra (maior)      | Vaidade                           | Magnanimidade              | Pusilanimidade                       |
| Honra e Desonra (menor)      | Ambição / vaidade vazia           | Ambição adequada / orgulho | Sem ambição / humildade indevida     |
| Raiva                        | Irascibilidade                    | Paciência / bom humor      | Falta de espírito                    |
| Auto-expressão               | Vanglória                         | Veracidade                 | Subestimação / simulação de modéstia |
| Conversação                  | Bufonaria                         | Esperteza                  | Rudez                                |
| Conduta Social               | Obsequiosidade                    | Simpatia                   | Rabugice                             |
| Vergonha                     | Timidez                           | Modéstia                   | Desânimo                             |
| Indignação                   | Inveja                            | Indignação justa           | Prazer malicioso / malevolência      |

Virtudes intelectuais
1. Nous (inteligência), que apreende verdades fundamentais (tais como definições, princípios auto-evidentes)
2. Episteme (ciência), que é habilidade com raciocínio inferencial (como provas, silogismos, demonstrações)
3. Sofia (sabedoria teórica), que combina verdades fundamentais com inferências válidas e necessárias para raciocinar bem sobre verdades imutáveis.

Aristóteles também menciona vários outros traços:
- Gnome (bom senso) - julgar, "compreensão simpática"
- Synesis (compreensão) - compreender o que os outros dizem, não emite comandos
- Phronesis (sabedoria prática) - conhecimento do que fazer, conhecimento da verdades que mudam, comandos de questões
- Techne (arte, artesanato)

A lista de Aristóteles não é a única lista, no entanto. Como Alasdair MacIntyre observou em After Virtue, pensadores tão diversos quanto: Homero; os autores do Novo Testamento; Tomás de Aquino; e Benjamin Franklin, todos têm listas propostas.

## Críticas
Alguns filósofos criticam a ética da virtude como culturalmente relativa. Como diferentes pessoas, culturas e sociedades frequentemente têm opiniões diferentes sobre o que constitui uma virtude, talvez não exista uma lista objetivamente correta.
Por exemplo, considerando quais são as virtudes mais importantes, Aristóteles propôs as seguintes nove: sabedoria; prudência; justiça; fortaleza; coragem; liberalidade; magnificência; magnanimidade; temperança. Em contraste, um filósofo da era moderna propôs as quatro virtudes cardeais: ambição / humildade; amor; coragem; e honestidade.
Como outro exemplo, em relação às virtudes outrora supostamente aplicáveis às mulheres, muitos teriam considerado uma mulher virtuosa como quieta, servil e diligente. Essa concepção de virtude feminina não é mais válida em muitas sociedades modernas. Os proponentes da teoria da virtude às vezes respondem a essa objeção argumentando que uma característica central de uma virtude é sua aplicabilidade universal. Em outras palavras, qualquer traço de caráter definido como uma virtude deve razoavelmente ser universalmente considerado como uma virtude para todos os seres sencientes. De acordo com essa visão, é incoerente reivindicar, por exemplo, a servidão como uma virtude feminina, ao mesmo tempo em que não a propõe como masculina.
Outros proponentes da teoria da virtude, notavelmente Alasdair MacIntyre, respondem a essa objeção argumentando que qualquer relato das virtudes deve, de fato, ser gerado a partir da comunidade na qual essas virtudes devem ser praticadas: a própria palavra ética implica "ethos". Isso quer dizer que as virtudes são, e necessariamente devem ser, fundamentadas em um tempo e lugar específicos. O que conta como virtude na Atenas do século IV seria um guia ridículo para o comportamento adequado na Toronto do século XXI, e vice-versa. Adotar essa visão não necessariamente compromete o argumento de que os relatos das virtudes devem ser estáticos: a atividade moral - isto é, tentativas de contemplar e praticar as virtudes - pode fornecer os recursos culturais que permitem que as pessoas mudem, embora lentamente o ethos de suas próprias sociedades escravocratas. MacIntyre parece assumir essa posição em seu trabalho seminal sobre a ética da virtude, After Virtue. Pode-se citar (embora MacIntyre não o cite) o rápido surgimento do pensamento abolicionista nas sociedades do século XVIII mundo atlântico como um exemplo deste tipo de mudança: ao longo de um período relativamente curto de tempo, talvez 1760-1800, na Grã-Bretanha, na França e na América Britânica, a posse de escravos, antes considerada moralmente neutra ou mesmo virtuosa, rapidamente se tornou cruel entre os grandes setores da sociedade. Enquanto o surgimento do pensamento abolicionista derivou de muitas fontes, o trabalho de David Brion Davis, entre outros, estabeleceu que uma fonte era a evolução rápida e interna da teoria moral entre certos setores dessas sociedades, notadamente os Quakers.
Outra objeção à teoria da virtude é que essa escola não se concentra em que tipos de ações são moralmente permitidas e quais não são, mas sim em que tipo de qualidades alguém deve promover para se tornar uma boa pessoa. Em outras palavras, enquanto alguns teóricos da virtude podem não condenar, por exemplo, o assassinato como um tipo inerentemente imoral ou inadmissível de ação, eles podem argumentar que alguém que comete um assassinato está gravemente deficiente em várias virtudes importantes, como compaixão e justiça. Ainda assim, os antagonistas da teoria frequentemente objetam que essa característica particular da teoria torna a ética da virtude inútil como uma norma universal de conduta aceitável adequada como base para a legislação. Alguns teóricos da virtude admitem esse ponto, mas respondem opondo-se à própria noção de autoridade legislativa legítima, efetivamente defendendo alguma forma de anarquismo como o ideal político. Outros argumentam que as leis devem ser feitas por legisladores virtuosos. Outros ainda argumentam que é possível basear um sistema judicial na noção moral de virtudes e não de regras.
Alguns teóricos da virtude podem responder a essa objeção geral com a noção de um "ato ruim" sendo também um ato característico do vício. Quer dizer que aqueles atos que não visem a virtude, ou desviem-se da virtude, constituiriam nossa concepção de "mau comportamento". Embora nem todos os eticistas da virtude concordem com essa noção, essa é uma das maneiras pelas quais o eticista da virtude pode reintroduzir o conceito de "moralmente inadmissível". Poder-se-ia levantar objecções com Foot de que ela está a cometer um argumento da ignorância, postulando que o que não é virtuoso é desvirtuoso. Em outras palavras, só porque uma ação ou pessoa "carece de evidência" para a virtude não implica, tudo mais constante, que a ação ou pessoa dita é não virtuosa.

### Subsumida em deontologia e utilitarismo
Martha Nussbaum sugeriu que, embora a ética das virtudes seja considerada anti-iluminista, "desconfiada da teoria e respeitando a sabedoria incorporada nas práticas locais", não é nem fundamentalmente distinta, nem se qualifica como uma abordagem rival de deontologia e utilitarismo. Ela argumenta que os filósofos dessas duas tradições do Iluminismo freqüentemente incluem teorias da virtude. Ela apontou que a "Doutrina da Virtude" de Kant (em A Metafísica da Moral) "cobre a maioria dos mesmos tópicos que as teorias gregas clássicas", "que ele oferece uma explicação geral da virtude, em termos da força da vontade em superando inclinações errôneas e egoístas, que ele oferece análises detalhadas de virtudes padrão, como coragem e autocontrole, e vícios, como avareza, falsidade, servilismo e orgulho, que, embora em geral ele retrate a inclinação como inimiga da virtude, ele também reconhece que as inclinações compreensivas oferecem apoio crucial à virtude e encoraja seu cultivo deliberado".
Nussbaum também aponta para considerações de virtude por utilitaristas como Henry Sidgwick (Os Métodos de Ética), Jeremy Bentham (Os Princípios da Moral e Legislação) e John Stuart Mill, que escreve sobre desenvolvimento moral como parte de um argumento para a igualdade moral das mulheres (A sujeição das mulheres). Ela argumenta que os eticistas contemporâneos da virtude, como Alasdair MacIntyre, Bernard Williams, Philippe Foot e John McDowell, têm poucos pontos de concordância e que o núcleo comum de seu trabalho não representa uma ruptura com Kant.

### Utopismo e pluralismo
Robert B. Louden critica a ética da virtude com base no fato de promover uma forma de utopismo insustentável. Tentar chegar a um único conjunto de virtudes é imensamente difícil nas sociedades contemporâneas, pois, de acordo com Louden, elas contêm "mais grupos étnicos, religiosos e de classe do que a comunidade moral sobre a qual Aristóteles teorizou", sendo que cada um desses grupos "não tem" apenas seus próprios interesses, mas também seu próprio conjunto de virtudes". Louden observa de passagem que MacIntyre, um defensor da ética baseada na virtude, lutou com isso em After Virtue, mas que a ética não pode dispensar a construção de regras em torno de atos e confiar apenas em discutir o caráter moral das pessoas.

## Tópicos em ética da virtude

### Virtude ética como categoria
A ética da virtude pode ser contrastada com a ética deontológica e a ética consequencialista pelo exame das outras duas (sendo as três juntas as teorias éticas normativas contemporâneas mais predominantes).
A ética deontológica, às vezes chamada de ética de dever, coloca a ênfase em aderir a princípios ou deveres éticos. Como esses deveres são definidos, no entanto, é frequentemente um ponto de discórdia e debate na ética deontológica. Um dos esquemas de regras predominantes utilizados pelos deontologistas é a Teoria do Comando Divino. A deontologia também depende do realismo metaético, na medida em que postula a existência de absolutos morais que tornam a ação moral, independentemente das circunstâncias. Para mais informações sobre ética deontológica, consulte a obra de Immanuel Kant.
A próxima escola predominante de pensamento em ética normativa é o consequencialismo. Enquanto a deontologia coloca a ênfase no cumprimento do dever, que é estabelecido por algum tipo de imperativo moral (em outras palavras, a ênfase é na obediência a algum absoluto moral superior), o consequencialismo baseia a moralidade de uma ação nas conseqüências do resultado. Em vez de dizer que alguém tem o dever moral de se abster de assassinato, um consequencialista diria que devemos nos abster de assassinato porque causa efeitos indesejáveis. A principal controvérsia aqui é quais resultados devem/podem ser identificados como objetivamente desejáveis. O Maior Princípio da Felicidade de John Stuart Mill é um dos critérios mais comumente adotados. Mill afirma que nosso determinante da conveniência de uma ação é a quantidade líquida de felicidade que ela traz, o número de pessoas a quem ela traz e a duração da felicidade. Ele também tenta delinear as classes de felicidade, algumas sendo preferíveis a outras, mas há uma grande dificuldade em classificar tais conceitos.
A ética da virtude difere tanto da deontologia quanto do consequencialismo, uma vez que se concentra no ser acima do fazer. Um eticista da virtude identifica virtudes, características desejáveis, que a pessoa moral ou virtuosa incorpora. Possuir essas virtudes é o que torna uma moral, e as ações de alguém são um mero reflexo da moralidade interior da pessoa. Para o filósofo da virtude, a ação não pode ser usada como uma demarcação da moralidade, porque uma virtude abrange mais do que apenas uma simples seleção de ações. Em vez disso, trata-se de um modo de ser que faria com que a pessoa que exibia a virtude fizesse uma certa escolha "virtuosa" consistentemente em cada situação. Há muita discordância, dentro da ética da virtude, sobre o que são virtudes e o que não são. Há também dificuldades em identificar o que é a ação "virtuosa" a ser tomada em todas as circunstâncias e como definir uma virtude.
As teorias consequencialistas e deontológicas muitas vezes ainda empregam o termo "virtude", mas em um sentido restrito, isto é, como uma tendência ou disposição de aderir aos princípios ou regras do sistema. Esses sentidos muito diferentes do que constitui a virtude, escondidos atrás da mesma palavra, são uma fonte potencial de confusão. Essa discordância sobre o significado da virtude aponta para um conflito maior entre a teoria da virtude e seus rivais filosóficos. Um sistema de teoria da virtude só é inteligível se for teleológico, isto é, se inclui um relato do propósito (telos) da vida humana ou, na linguagem popular, o sentido da vida. Obviamente, as reivindicações fortes sobre o propósito da vida humana, ou de o que a vida boa para seres humanos é, será altamente controversa. O compromisso necessário da teoria da virtude com uma explicação teleológica da vida humana coloca, assim, a tradição em forte tensão com outras abordagens dominantes da ética normativa, que, por se concentrarem em ações, não suportam esse fardo.
A ética da virtude lida principalmente com a honestidade e moralidade de uma pessoa. Afirma que praticar bons hábitos, como a honestidade, a generosidade torna uma pessoa moral e virtuosa. Ele guia uma pessoa sem regras específicas para resolver a complexidade ética.

### Virtude e política
A teoria da virtude enfatiza a crença de Aristóteles na polis como o apogeu da organização política e o papel das virtudes em capacitar os seres humanos a florescer nesse ambiente. O republicanismo clássico, ao contrário, enfatiza a preocupação de Tácito de que poder e luxo podem corromper indivíduos e destruir a liberdade, como Tácito percebeu na transformação da República Romana no Império Romano; A virtude para os republicanos clássicos é um escudo contra esse tipo de corrupção e um meio de preservar a boa vida que se tem, em vez de um meio pelo qual se consegue a boa vida que ainda não se tem. Outra maneira de fazer a distinção entre as duas tradições é que a ética da virtude se baseia na distinção fundamental de Aristóteles entre o ser humano como ele é do ser humano como ele deveria ser, enquanto o republicanismo clássico se baseia na distinção de Tácito sobre o ser humano como ele é do ser humano como ele está em risco de se tornar.

### Ética da virtude aplicada
A ética da virtude tem várias aplicações contemporâneas.
Filosofia social e política
No campo da ética social, Deirdre McCloskey argumenta que a ética da virtude pode fornecer uma base para uma abordagem equilibrada da compreensão do capitalismo e das sociedades capitalistas.
Educação
Dentro do campo da filosofia da educação, James Page argumenta que a ética da virtude pode fornecer uma base racional e fundamental para a educação para a paz.
Cuidados de saúde e ética médica
Thomas Alured Faunce argumentou que a denúncia de irregularidades no cenário da saúde seria mais respeitada dentro dos caminhos da governança clínica se tivesse uma base acadêmica mais sólida na ética da virtude. Ele pediu que a denúncia fosse expressamente apoiada na Declaração Universal da UNESCO sobre Bioética e Direitos Humanos. Barry Schwartz argumenta que a "sabedoria prática" é um antídoto para grande parte da burocracia ineficiente e desumana dos modernos sistemas de saúde.
Tecnologia e as virtudes
Em seu livro Technology and the Virtues, Shannon Vallor propôs uma série de virtudes 'tecnomorais' que as pessoas precisam cultivar para florescer em nosso mundo sociotecnológico: Honestidade (respeito à verdade), Autocontrole (tornar-se o autor dos nossos desejos), humildade (conhecer o que não sabemos), Justiça (defender o correto), Coragem (medo e esperança inteligentes), Empatia (preocupação compassiva com os outros), Cuidado (serviço amoroso para os outros), Civilidade (fazer causa comum), Flexibilidade (adaptação hábil a mudança), Perspectiva (segurar-se no todo moral) e Magnanimidade (liderança Moral e nobreza do espírito).